# Burovac
Burovac es un pueblo ubicado en la municipalidad de Petrovac, en el distrito de Braničevo, Serbia.

## Superficie
Posee una superficie de 15,72 kilómetros cuadrados.

## Demografía
Hasta 2011 la población era de 731 habitantes, con una densidad de población de 46,51 habitantes por kilómetro cuadrado.